# Rainer Herold
Rainer Herold (* 11. Juni 1940 in Leipzig) ist ein deutscher Maler, Graphiker und Bildhauer.

## Leben
Rainer Herold absolvierte nach der Grundschule ab 1955 eine Lehre als Kartographischer Zeichner und arbeitete bis 1961 in diesem Beruf. 1961 bis 1966 studierte er an der Hochschule für Grafik und Buchkunst Leipzig, insbesondere bei Bernhard Heisig. 1971 bis 1974 hatte er dort eine Aspirantur. 1975 bis 1977 war Herold Meisterschüler bei Werner Klemke an der Akademie der Künste der DDR. Von 1977 bis 1990 hatte er Lehraufträge an der Kunsthochschule Berlin-Weißensee und im Bereich Kunsterziehung der Humboldt-Universität zu Berlin. Seit 1985 arbeitet er freischaffend in Berlin und dann in Pütte bei Stralsund. Herold befasst sich außer mit Malerei, Zeichnung, Buchillustration und Druckgrafik auch mit Plastik, Objektkunst und Keramik. Er hatte einen Lehrauftrag an der Universität Greifswald.

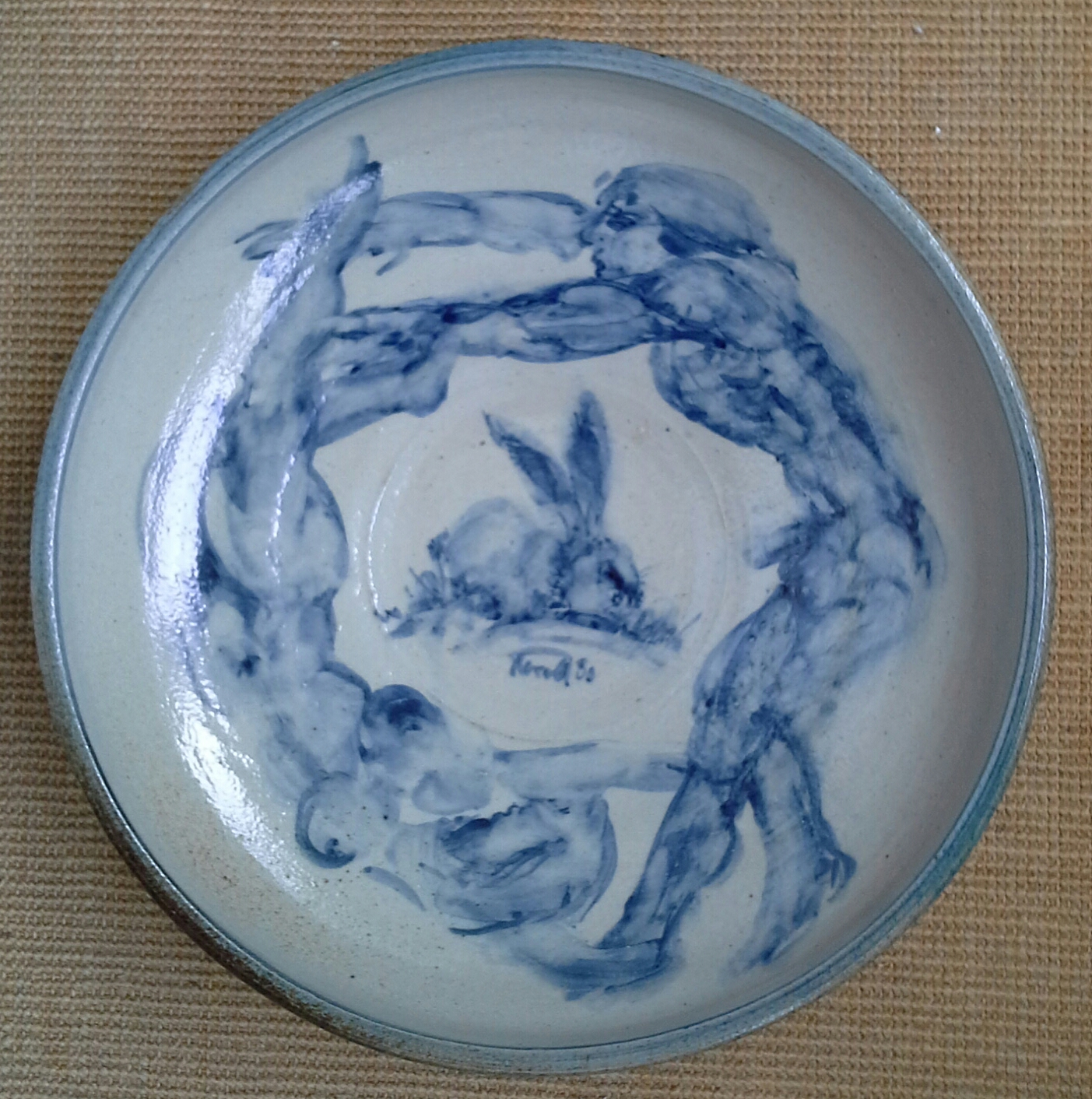
Von Herold 1980 gestaltete Schüssel in Irdenware.

Herold war bis 1990 Mitglied des Verband Bildender Künstler der DDR. Er hatte im In- und im Ausland eine außerordentlich große Zahl von Einzelausstellungen und Ausstellungsbeteiligungen, u. a. von 1972 bis 1988 an der VIII. bis X. Kunstausstellung der DDR in Dresden. 1982 erhielt er den Kunstpreis der FDJ. Er unternahm Studienreisen in die damalige Sowjetunion, nach Indien, Tansania und in die Alpen. Sein Hobby ist das Fliegen mit dem Paramotor über die Boddenlandschaft.

## Rezeption
„Rainer Herold war Ende der sechziger Jahre der erste Künstler in der DDR, der mit Siebdruck experimentierte, eine damals als ‚westlich‘, wenn nicht gar ‚amerikanisch‘ geltende Technik. Es waren zart lasierende Farbtöne …“
„So ist in Jahrzehnten eine Arbeitsweise entstanden, die alles Schönfärbende und Glatte meidet, die in Tagewerken und immer neuen Anläufen, so lange der Magnetismus einer Bildidee nach weiteren Variationen verlangt, radikal den genauest möglichen Ausdruck sucht – die Ergebnisse solcher Arbeit, frei von marktschreierischem Gehabe, enthalten, weil sie konzessionslos nur der eigenen Intention verpflichtet sind, jenes Psychogramm, das ausschließlich mit Farbe und Form gestaltet wird…“

## Werke (Auswahl)

### Skulpturen
- 1999: Ende der Nacht, Eiche
- 2000: Flügel, Holz, farbig gefasst
- 2000: Sturzflug, Eiche geschwärzt
- 2000: Armer Hund, Holz, farbig gefasst
- 2000: Königin, Holz, farbig gefasst

### Künstlerbücher
- Isaak Babel: Fünf Erzählungen aus Budjonnys Reiterarmee. Diplomarbeit, mit 10 Farbillustrationen. Hochschule für Grafik und Buchkunst Leipzig, 1966.
- Louis Aragon: Descartes 1649. Die Geburt des Friedens. Aragon 1946. Mit 11 Farbholzschnitten. Hochschule für Grafik und Buchkunst Leipzig, 1967.
- Die verbrannte Taube. Mit 14 teils farbigen Original-Radierungen. Hochschule für Graphik und Buchkunst, Leipzig, 1968.
- Vielfalt. Russische Gedichte aus der Sowjetunion. Leporello mit 20 farbigen Original-Siebdrucken. Hochschule für Grafik und Buchkunst, Leipzig, 1971.

### Buchillustrationen
- Heinz Glade: Reiseskizzen aus dem Harz. (Kartenzeichnungen) Brockhaus Verlag, Leipzig 1973.
- Max Walter Schulz: Der Soldat und die Frau. Novelle. Mitteldeutscher Verlag, Halle Leipzig 1978.

## Ausstellungen (unvollständig)

### Einzelausstellungen
- 1981: Berlin, Majakowski-Galerie (Bilder und Grafik)

- 1982: Berlin, Galerie unter den Linden
- 1986: Stralsund, Galerie Dachhalle
- 2000: Stralsund, Galerie „D“ im Dielenhaus Stralsund
- 2001: Stargard Szczecinski (Stargard), Museum Pyritzer Tor
- 2005: Neustrelitz, Galerie für gegenwärtige Kunst
- 2019: Ribnitz-Damgarten, Galerie im Kloster[3]

## Museen und öffentlichen Sammlungen mit Werken Herolds (unvollständig)
- Altenburg/Thür.: Lindenau-Museum
- Berlin: Akademie der Künste[4]
- Dresden: Kupferstichkabinett[5][6]
- Dresden: Kunstgewerbemuseum[7]
- Frankfurt/Oder: Kleist-Museum[8]